# 刘汝贤 (1870年)
刘汝贤（1870年—20世纪？）字竹波，直隷省河間府献县人，中華民国軍事将领，先后隶属于北京政府、国民政府。

## 生平
刘汝贤毕业于保定速成武備学堂後，在北京政府属下为陸軍軍人。后来，担任北洋陸軍大学教員。
1923年（民国12年）3月，任陸軍軍学編輯局局長。第二次直奉战争後的1924年11月，升任参謀本部参謀次長。1926年（民国15年）1月，在許世英內閣时期，署理参謀总長。
1928年（民国17年）11月，转投国民政府，被任命为参謀次長。1931年（民国20年）12月，任軍事参議院参議。1936年（民国25年）1月，获授陸軍少将銜。
此後，劉汝賢的生平不详。